# کیرشرارباخ
کیرشرارباخ (به آلمانی: Kirchrarbach) یک منطقهٔ مسکونی در آلمان است که در اشمالنبرگ واقع شده‌است. کیرشرارباخ ۲۷۹ نفر جمعیت دارد.